# 圣地亚哥消防总部

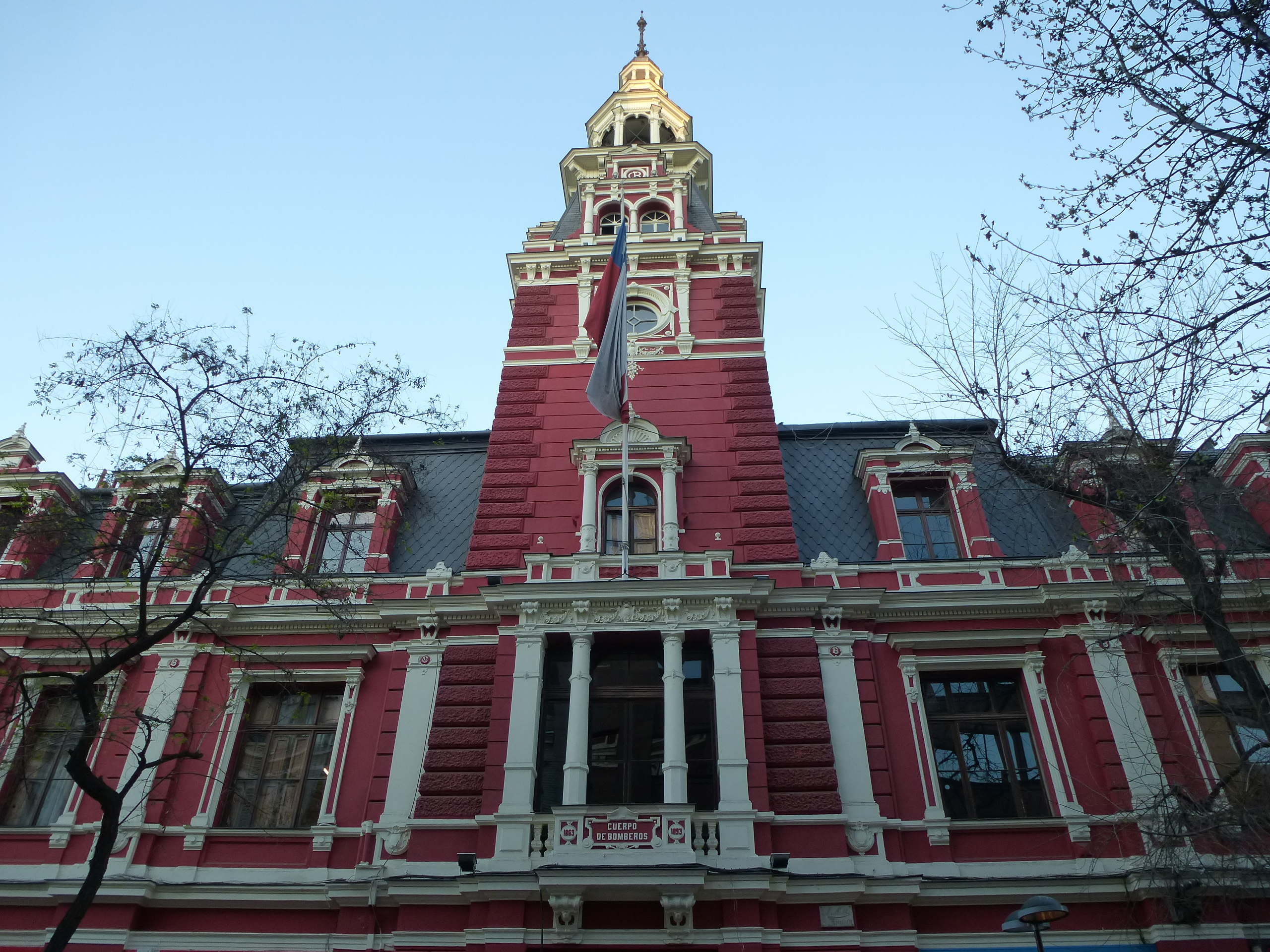
立面

圣地亚哥消防总部（西班牙語：Cuartel General del Cuerpo de Bomberos de Santiago）是智利首都圣地亚哥的一座历史建筑，位于圣多明各街（Santo Domingo）和步行桥街（Paseo Puente）的转角处。该建筑建于1895年，作为圣地亚哥消防局的总部。1983年公布为智利历史遗迹。